# Хайсам ибн Халид
Хайсам ибн Халид (IX век — ?) — первый независимый мусульманский правитель Ширвана, носивший титул Ширваншах (861—880).

## Правление
Наследовал правление от своего брата Мухаммеда ибн Халида. В 861 году, после смерти халифа Мутаваккиля, Хайсам стал независимым правителем. Он положил начало династии Мазьядидов, которая непосредственно и в лице своих ответвлений (династий Кесранидов и Дербенди) продолжала править Государством Ширваншахов на протяжении всей последующей его истории. Города Шамаха и Дербент были столицами владений Хайсама. Его Хайсама — Йазид ибн Халид — также был независимым правителем в Лайзане с титулом Лайзаншах. Преемником Хайсама ибн Халида на престоле Государства Ширваншахов стал его сын Мухаммед I ибн Хайсам.

### Армия
Хайсам ибн Халид уделял большое внимание армии. Созданная им сильная армия насчитывала 50 000 пехотинцев и 10 000 всадников.